# 셜리 밀스

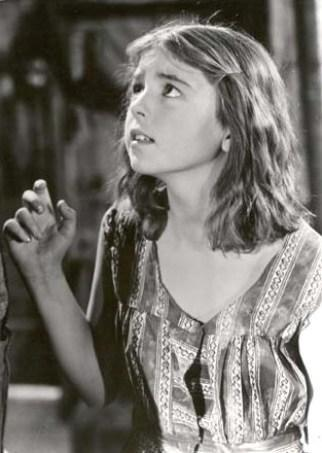

셜리 밀스(Shirley Mills, 1926년 4월 8일 ~ 2010년 3월 31일)는 미국의 배우, 댄서, 텔레비전 배우, 영화배우이다.
워싱턴주에서 태어났으며 아케이디아에서 사망하였다. 사인은 폐렴이다.

## 영화
- 모델과 중매장이 (1951년)
- 올드-패션 걸 (1949년)
- 레버릴 위드 비벌리 (1943년)
- 미스 애니 루니 (1942년)
- 버지니아 시티 (1940년) - 크라잉 영 서던 걸 역
- 영 피플 (1940년)
- 분노의 포도 (1940년)